# Campionat del Món de Trial 2007
|  | Per al campionat del món en pista coberta d'aquell any, vegeu Campionat del Món de Trial indoor 2007 |

La temporada de 2007 del Campionat del Món de trial fou la 33a edició d'aquest campionat, organitzat per la FIM. El calendari oficial constava de 12 proves puntuables, celebrades entre l'1 d'abril i el 2 de setembre. A partir d'aquell any, l'empresa italiana SPEA S.p.A. esdevenia el patrocinador principal d'aquest campionat, que passava a anomenar-se oficialment SPEA FIM Trial World Championship.
Aquella temporada, Toni Bou guanyà el primer dels seus 18 campionats mundials a l'aire lliure (a data de 2024), que juntament amb els seus 18 mundials de trial indoor el situen com al pilot amb més títols mundials en la història del trial i del motociclisme en general. Bou havia abandonat Beta després de sis temporades en fitxar per Montesa, on tenia de companys Takahisa Fujinami, tercer classificat aquell any, i Dougie Lampkin, cinquè. La classificació final de la temporada de 2007 (Bou campió, Adam Raga subcampió i Fujinami tercer) es va anar repetint invariablement des d'aleshores fins a la temporada del 2011.
Un total de sis catalans es van classificar aquell any entre els deu primers. D'altra banda, aquella va ser la primera temporada en què totes les proves del mundial les va guanyar un català: Adam Raga guanyà al Japó i a Txèquia i la resta de victòries se les adjudicà Toni Bou.

## Sistema de puntuació
Barem de puntuació a partir de 1984:
| Posició | 1  | 2  | 3  | 4  | 5  | 6  | 7 | 8 | 9 | 10 | 11 | 12 | 13 | 14 | 15 |
| Punts   | 20 | 17 | 15 | 13 | 11 | 10 | 9 | 8 | 7 | 6  | 5  | 4  | 3  | 2  | 1  |

## Calendari
| Ronda | Data           | Gran Premi    | Lloc                | Guanyador   |
| ----- | -------------- | ------------- | ------------------- | ----------- |
| 1     | 1 d'abril      | Espanya       | Mancha Real         | Toni Bou    |
| 2     | 21 d'abril     | Guatemala     | La Antigua          | Toni Bou    |
| 3     | 22 d'abril     | Guatemala     | La Antigua          | Toni Bou    |
| 4     | 27 de maig     | França        | Boade               | Toni Bou    |
| 5     | 2 de juny      | Japó          | Twin Ring Motegi    | Toni Bou    |
| 6     | 3 de juny      | Japó          | Twin Ring Motegi    | Adam Raga   |
| 7     | 1 de juliol    | Itàlia        | Erba                | Toni Bou    |
| 8     | 8 de juliol    | Polònia       | Myślenice           | Toni Bou    |
| 9     | 15 de juliol   | Txèquia       | Kramolín            | Adam Raga   |
| 10    | 29 de juliol   | Gran Bretanya | Hawkstone Park      | Toni Bou    |
| 11    | 2 de setembre  | Andorra       | Sant Julià de Lòria | Toni Bou    |
| 12    | 23 de setembre | Bèlgica       | Spa-Francorchamps   | Cancel·lada |

Notes
1. ↑  A Seneç
2. ↑  A la província de Como

## Classificació final
| Posició | Pilot             | Motocicleta | Punts |
| ------- | ----------------- | ----------- | ----- |
| 1       | Toni Bou          | Montesa     | 214   |
| 2       | Adam Raga         | Gas Gas     | 191   |
| 3       | Takahisa Fujinami | Montesa     | 155   |
| 4       | Albert Cabestany  | Sherco      | 135   |
| 5       | Dougie Lampkin    | Montesa     | 134   |
| 6       | Jeroni Fajardo    | Beta        | 104   |
| 7       | Marc Freixa       | Scorpa      | 95    |
| 8       | James Dabill      | Montesa     | 94    |
| 9       | Daniel Oliveras   | Sherco      | 52    |
| 10      | Christophe Bruand | Sherco      | 37    |
|         |                   |             |       |
| 13      | Jordi Pascuet     | Beta        | 24    |
| 14      | Daniel Gibert     | Montesa     | 22    |
|         |                   |             |       |
| 26      | Xavier León       | Gas Gas     | 2     |

## Galeria

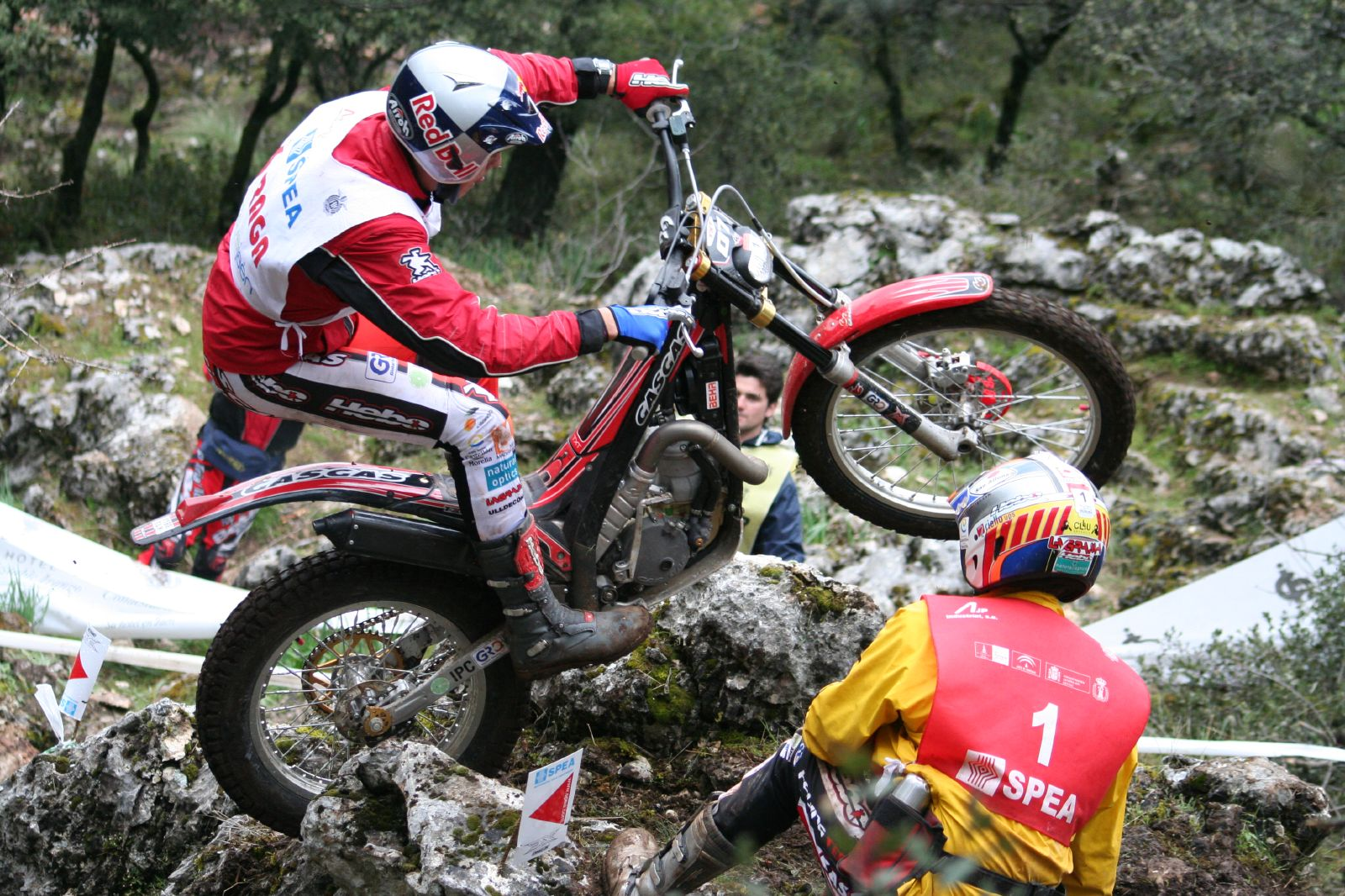
Adam Raga, subcampió
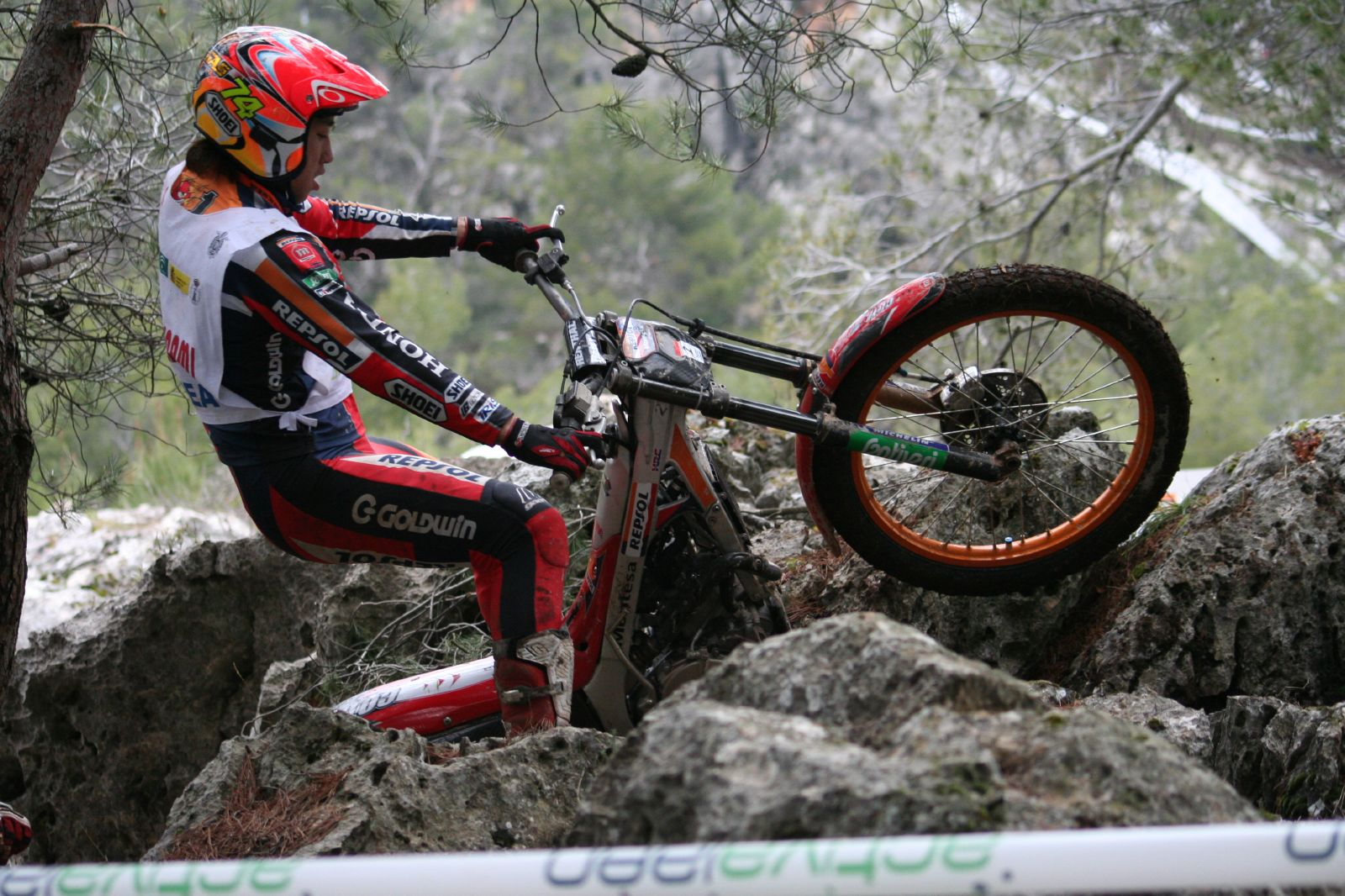
Takahisa Fujinami, tercer
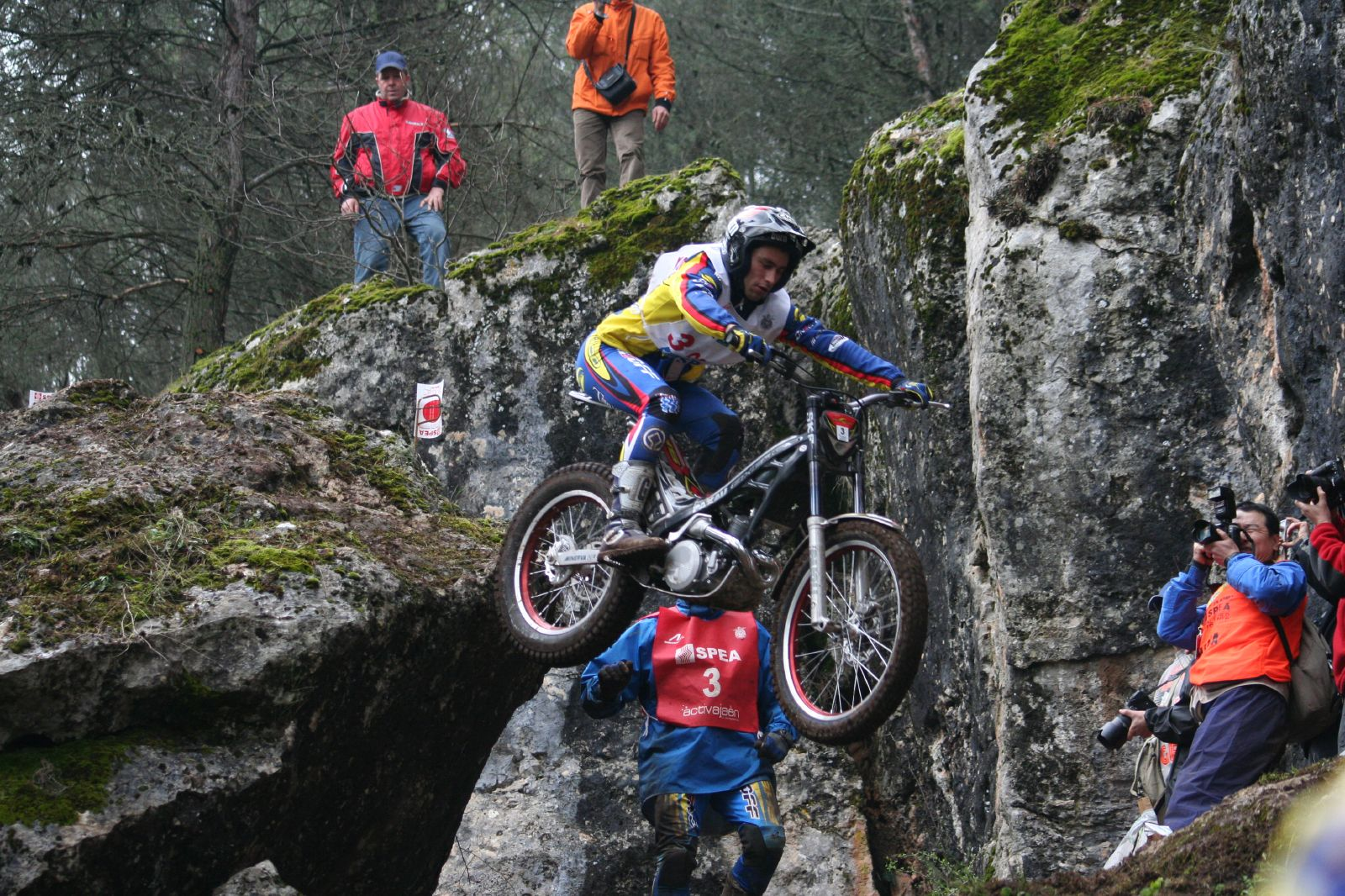
Albert Cabestany, quart
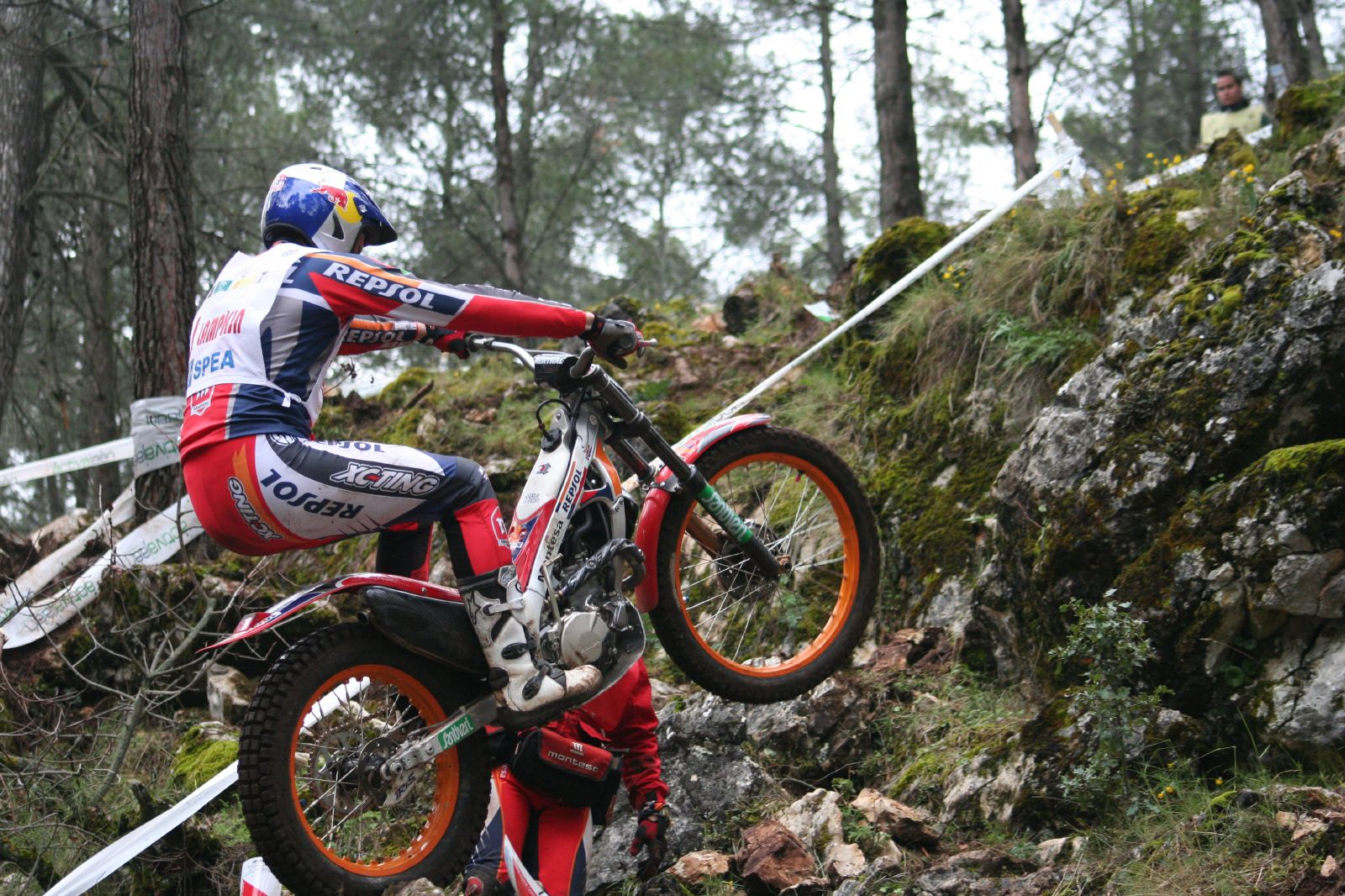
Dougie Lampkin, cinquè